# Ручное
Ручное (бел. Ручнае) — деревня в Стодоличском сельсовете Лельчицкого района Гомельской области Беларуси.

## География

### Расположение
В 6 км на восток от Лельчиц, 51 км от железнодорожной станции Ельск (на линии Калинковичи — Овруч), 210 км от Гомеля.

### Гидрография
На юге, востоке и севере сеть мелиоративных каналов, соединённых с рекой Уборть (приток реки Припять).

## Транспортная сеть
Транспортные связи по просёлочной, затем автомобильной дороге Валавск — Лельчицы. Планировка состоит из короткой прямолинейной меридиональной улицы, которая на севере раздваивается. Застройка деревянная, усадебного типа.

## История
Согласно письменным источникам известна с XIX века как селение в Буйновичской волости Мозырского уезда Минской губернии. В 1879 году обозначена как хутор. В 1931 году жители вступили в колхоз. Во время Великой Отечественной войны в декабре 1942 года оккупанты сожгли деревню и убили 5 жителей. Согласно переписи 1959 года в составе колхоза «Путь Ильича» (центр — деревня Стодоличи). Располагался клуб.

## Население

### Численность
- 2004 год — 30 хозяйств, 46 жителей.

### Динамика
- 1897 год — 7 дворов, 49 жителей (согласно переписи).
- 1908 год — 13 дворов, 66 жителей.
- 1917 год — 104 жителя.
- 1921 год — 16 дворов, 114 жителей.
- 1926 год — 24 двора.
- 1940 год — 36 дворов, 151 житель.
- 1959 год — 199 жителей (согласно переписи).
- 2004 год — 30 хозяйств, 46 жителей.